# Irene Vorrink

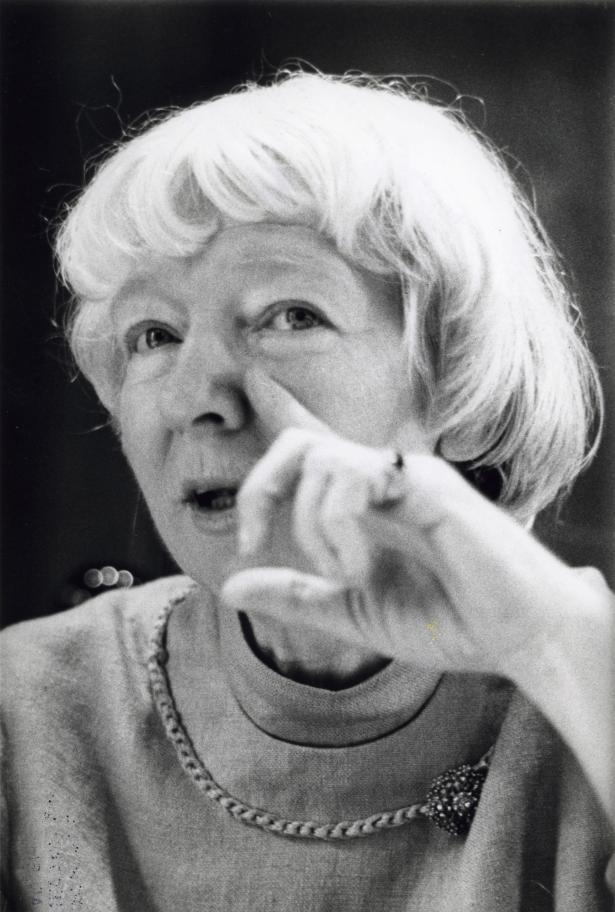
Irene Vorrink (1979)

Irene Vorrink (* 7. Januar 1918 in Den Haag; † 21. August 1996 in Leek, Provinz Groningen) war eine niederländische Politikerin der Partij van de Arbeid (PvdA), die von 1969 bis 1973 Mitglied der Ersten Kammer der Generalstaaten sowie im Kabinett von Ministerpräsident Joop den Uyl zwischen 1973 und 1977 Ministerin für Volksgesundheit und Umweltschutz war. Innerhalb der PvdA gehörte die Tochter des Politikers Koos Vorrink zu den Vertretern der „Neuen Linken“ (‚Nieuw Links‘) sowie den Verfechtern für die Frauenemanzipation und brachte erste Gesetzentwürfe zum Umweltschutz ein. Als Gesundheitsministerin setzte sie sich für eine Liberalisierung der Drogenpolitik ein, wobei sie eine größere Unterscheidung zwischen harten und weichen Drogen machte. Des Weiteren sprach sie sich als Gesundheitsministerin gegen den Beschluss des Justizministers Dries van Agt zur Schließung der Abtreibungsklinik Bloemenhove aus.

## Leben

### Studium und berufliche Laufbahn
Irene Vorrink, deren Vater Koos Vorrink zwischen 1935 und 1940 Vorsitzender der Sociaal Democratische Arbeiders Partij (SDAP) war, begann nach dem Besuch des öffentlichen Barlaeus Gymnasium in Amsterdam ein Studium im Fach Niederländisches Recht an der Universität von Amsterdam, das sie am 3. März 1943 beendete. Im Anschluss war sie zunächst einige Jahre Sekretärin im Parteibüro ihres Vaters sowie zwischen 1948 und 1949 Redakteurin im Amsterdamer Büro der Nachrichten- und Presseagentur Associated Press (AP), ehe sie von 1949 bis 1954 Mitarbeiterin im Sekretariat der 1946 gegründeten Partij van de Arbeid (PvdA) war.
Danach war sie zwischen 1954 und 1961 als juristische Mitarbeiterin beim Gemeinsamen Verwaltungsbüro GAK (Gemeentelijk Administratie Kantoor) in Amsterdam tätig, eine Institution zur Durchführung von Aufgaben der sozialen Sicherheit. Im Anschluss fungierte sie vom 1. Juni 1961 bis zum 1. November 1963 als Leiterin der Geschäftsstelle des Berufungs- und Zivilgerichts von Utrecht sowie danach bis 1969 als Leiterin der Geschäftsstelle des Berufungs- und Zivilgerichts von Amsterdam, ehe sie zwischen 1969 und Mai 1973 Vizepräsidentin des Berufungs- und Zivilgerichts von Amsterdam war.

### Senatorin und Ministerin
Am 16. September 1969 wurde Irene Vorrink als Kandidatin der PvdA Mitglied der Ersten Kammer der Generalstaaten und war damit bis zum 11. Mai 1973 Senatorin. Daneben war die Vertretern der „Neuen Linken“ (‚Nieuw Links‘) Vorsitzende des Ortsverbandes der PvdA von Amsterdam-Süd I sowie vom 7. März 1969 bis zum 4. Februar 1971 Mitglied des Parteivorstandes der PvdA.
Im Anschluss wurde sie am 11. Mai 1973 von Ministerpräsident Joop den Uyl als Ministerin für Volksgesundheit und Umweltschutz (Minister van Volksgezondheid en Milieuhygiëne) in dessen Kabinett berufen, dem sie bis zum 19. Dezember 1977 angehörte. Während dieser Zeit brachte die Verfechterin für die Frauenemanzipation erste Gesetzentwürfe zum Umweltschutz ein. Als Gesundheitsministerin setzte sie sich für eine Liberalisierung der Drogenpolitik ein, wobei sie eine größere Unterscheidung zwischen harten und weichen Drogen machte. Des Weiteren sprach sie sich als Gesundheitsministerin gegen den Beschluss des Justizministers Dries van Agt zur Schließung der Abtreibungsklinik Bloemenhove aus.
Nach ihrem Ausscheiden aus der Regierung wurde Irene Vorrink am 6. September 1978 Beigeordnete (Wethouder) für öffentliche Gesundheit, Umweltschutz, Kunstangelegenheiten und Frauenemanzipation von Amsterdam, schied aus diesem Amt jedoch nach weniger als einem Jahr am 1. September 1979 wieder aus. Sie gehörte damit zu den engsten Mitarbeitern des damaligen Bürgermeisters von Amsterdam Wim Polak.
Später fungierte sie seit dem 16. Februar 1982 als Vorstandsmitglied des Sozialversicherungsrates SVR (Sociale Verzekeringsraad) sowie seit Juli 1982 auch als stellvertretendes Vorstandsmitglied des Sozial-Ökonomischen Rates SER (Sociaal-Economische Raad).